# Periscelis chinensis
Periscelis chinensis är en tvåvingeart som beskrevs av Papp och Szappanos 1998. Periscelis chinensis ingår i släktet Periscelis och familjen savflugor. Inga underarter finns listade i Catalogue of Life.